# Місіс Клаус
Пані Клаус (також відома як Місіс Санта-Клаус або місіс. Санта) — легендарна дружина Санта-Клауса, яка приносить різдвяні подарунки в західній різдвяній традиції. Вона відома тим, що готує печиво з ельфами, піклується про оленів і готує іграшки разом зі своїм чоловіком.

## Історія

### Походження
Дружина Санта-Клауса вперше згадується в оповіданні «Різдвяна легенда» (1849) Джеймса Різа, християнського місіонера з Філадельфії. У цій історії старий чоловік і жінка, що несуть оберемок на спині, знаходять притулок у домі напередодні Різдва як стомлені мандрівники. Наступного ранку діти в домі знаходять для них безліч подарунків, і виявляється, що пара не «старий Санта-Клаус і його дружина», а давно втрачена старша донька господарів та її переодягнений чоловік.
Пані Санта-Клаус згадується по імені на сторінках Єльського літературного журналу в 1851 році, де студент-автор (чиє ім'я вказано лише як «AB») пише про появу Санта-Клауса на різдвяній вечірці:
[Я] впорався з тим веселим, товстим і смішним старим ельфом, Санта-Клаусом. Його наряд був невимовно фантастичним. Здавалося, він зробив усе можливе, і ми повинні думати, що пані Санта Клаус прийде йому на допомогу.
Розповідь про різдвяний мюзикл у Державній божевільні в Ютіці, Нью-Йорк у 1854 році включала появу пані Санта-Клаус з немовлям на руках, яка танцювалп під святкову пісню.
Побіжне посилання на пані Санта-Клаус було написано в есе в Гасперс маґезін в 1862 році; а в романі-коміксі «Метрополіти» (1864) Роберта Сент-Клара вона з'являється уві сні в образі жінки, що одягнена в «гессенські високі чоботи, десяток коротких червоних спідниць, старий великий солом'яний капелюшок» і принесла для жінки широкий вибір одягу.

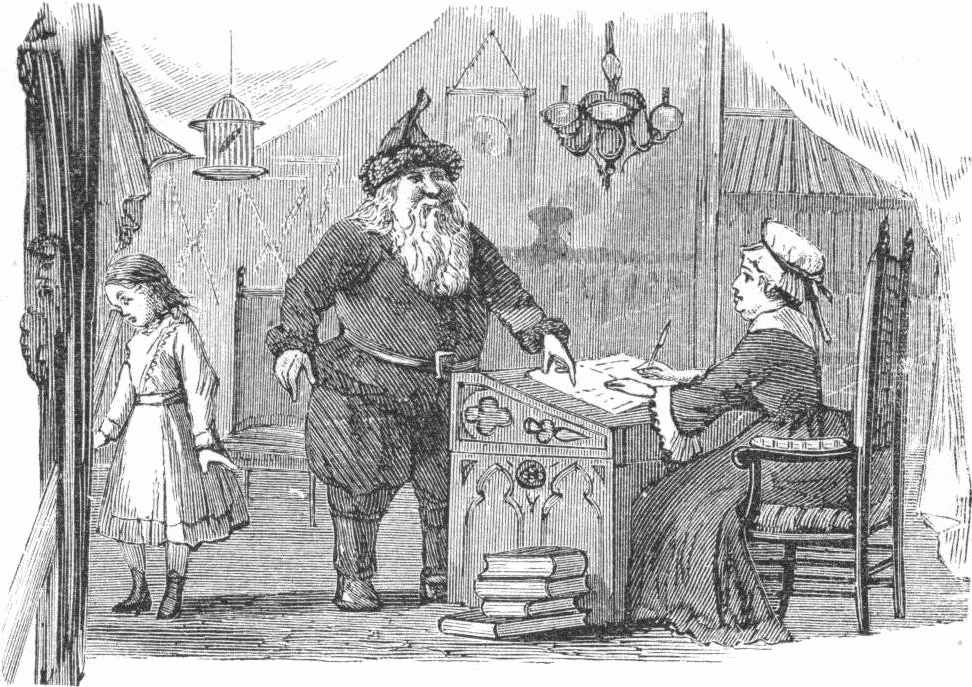
Зберігач пустотливої чи гарної бухгалтерської книги у фільмі «Подорожі Ліллі країною Санта-Клауса», 1878 рік

Жінка, яка може бути або не бути пані Санта-Клаус з'явився в дитячій книзі Лілл у країні Санта-Клауса та інших історіях Елліс Таун, Софі Мей та Елли Фарман, опублікованій у Бостоні в 1878 році. У цій історії маленька Лілл описує свій уявний візит до офісу Санти (до речі, не в Арктиці):
«За золотим столом сиділа жінка і писала у великій книзі, а Санта-Клаус дивився у великий телескоп і час від часу зупинявся й прикладав вухо до великої розмовної труби.
Невдовзі він сказав дамі: „Поставте хорошу оцінку Сарі Баттермілк“. Я бачу, що вона намагається побороти свій запальний характер».
Дві погані для Ісаака Клаппертонґа; він ще зажене маму в божевільню.
Пізніше сестра Лілл, Еффі, розмірковує над розповіддю:
Еффі відкинулася на спинку крісла, щоб подумати. Їй хотілося, щоб Лілл дізналася, скільки в неї чорних плям і чи була ця жінка пані Санта-Клаус — і насправді отримала точнішу інформацію про багато речей.
Як і в The Metropolites, пані Санта-Клаус з'являється уві сні письменника Юджина С. Гарднера в його статті «A Hickory Back-Log» у журналі Good Housekeeping (1887) із ще більш детальним описом її одягу:
Вона була одягнена в стрій для подорожей і для холодної погоди. Капюшон у неї був великий, круглий і червоний, але не гладенький, — він був гофрований; тобто він складався з ряду рулонів, розміром майже з мою руку, які проходили через її голову збоку, зменшувалися до спини, поки не закінчувалися великим ґудзиком, прикрашеним вузлом зеленої стрічки. Його загальний вигляд мало чим відрізнявся від знайомого вулика з картинками, за винятком того, що валки не були розташовані спірально. Широкий білий рюш її мереживної шапки виступав на кілька дюймів за передню частину капюшона і коливався вперед-назад, як поодинокі листочки великого білого маку, коли вона рішуче кивнула у своїй промові.
Її верхнім одягом був яскравий картатий камвольний плащ, що досягав приблизно шести дюймів від підлоги. Його розмір був найбільш об'ємним, але його мода була надзвичайно простою. На плечах він мав широке ярмо, в яке були зібрані широкі прості широти; і він був закріплений на горлі величезним орнаментованим мідним гаком і вушком, з якого звисав короткий ланцюжок з круглих кручених ланок. Її права рука виступала крізь вертикальний розріз збоку плаща, а в руці вона тримала аркуш паперу, вкритий цифрами. Ліва рука, на якій вона тримала великий кошик чи сумку — я не міг сказати, яку — була прихована за густими складками одягу. Її обличчя було гострим і нервовим, але доброзичливим.
Пані Клаус продовжує інструктувати архітектора Гарднера щодо ідеальної сучасної кухні, план якої він включає в статтю.

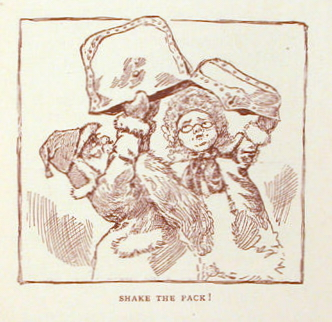
Ілюстрація до фільму «Добрий Санта-Клаус на санях», 1889 рік

Найактивнішу появу дружини Санта-Клауса зробила Катарін Лі Бейтс у своєму вірші «Добрий Санта-Клаус на санях» (1889). «Гуді» скорочено від «Goodwife», тобто «місіс».

### ХХІ століття
У 2018 році зріс попит на святкові виходи Пані Клаус як окремого персонажу, окремого від Санта-Клауса.

## У популярних ЗМІ
З 1889 р. пані Клаус традиційно зображували в засобах масової інформації як досить міцну, добру, біловолосу літню жінку, яка пече печиво або ремонтує одяг десь на тлі міфу про Санта-Клауса. Іноді вона допомагає у виробництві іграшок і наглядає за ельфами Санти. Іноді її зображують у молодості з рудим волоссям. Її зазвичай зображують у хутряній сукні червоного або зеленого кольору.
Її повторна поява в популярних ЗМІ в 1960-х роках почалася з дитячої книжки "Як місіс Санта-Клаус врятувала Різдво, художника Філліс МакГінлі. Сьогодні пані Клаус зазвичай бачать у мультфільмах, на вітальних листівках, у дрібницях, таких як ялинкові прикраси, ляльки, сільнички та перечниці, у збірниках оповідань, у сезонних шкільних виставах та конкурсах, на парадах, в універмазі «Землі Санта» як персонаж поруч із Санта-Клаусом на престолі, у телевізійних програмах, а також у художніх та анімаційних фільмах, які розповідають про Різдво та світ Санта-Клауса. Її характер має тенденцію бути досить послідовним; зазвичай її сприймають як спокійну, добру та терплячу жінку, часто на відміну від самого Санти, який може бути схильний бути надто буйним.
У останніх фільмах, таких як «Санта Клаус», «Фред Клаус» і «Різдвяні хроніки», пані Клаус не завжди зображується відповідно до стереотипу літнього біловолосого, але іноді здається молодшим за Санту. У випадку з «Різдвяними хроніками» це правда, незважаючи на те, що Голді Гоун, відома тим, що зберігає свою молоду білявість, але на шість років старша за Курта Рассела, який грає Санту.
Пані Клаус ще далі відходить від стереотипу в останніх фільмах, наприклад у фільмі Мела Гібсона «Полювання на Санту» 2020 року, де вона — темношкіра жінка, яку грає Маріанна Жан-Батист.

### Фільми
- Перший фільм із зображенням місіс Клаус був фільмом 1964 року «Санта-Клаус підкорює марсіан», де її зіграла Доріс Річ.
- Стоп-екшн 1970 року «Санта-Клаус іде до міста» показав рудоволосу міс Джессіку, милу шкільну вчительку, яка закохалася в Кріс Крінгл і вийшла заміж, зрештою ставши класичною місіс Клаус.
- Продовження стоп-екшену 1974 року «Рік без Санта-Клауса» зіграла Ширлі Бут, яка озвучила класичну місіс Клаус. Це було перезнято в 2006 році як живий бойовий фільм, де місіс Клаус грає Дельта Берк .
- У фільмі TriStar Pictures 1984 року «Ніч, в яку вони врятували Різдво» місіс Клаус, яку для Санти Арта Карн зіграла Джун Локхарт, піклувався про дітей, коли вони відвідали Північний полюс.
- Пані Клаус (яку грає Джуді Корнвелл) також є персонажем у фільмі «Санта-Клаус: фільм» 1985 року, де вона зіграла важливу роль у сюжеті фільму. Її ім'я Аня. Це була її ідея дарувати подарунки тільки хорошим дітям.
- У фільмі 1993 року «Жах перед Різдвом» місіс Клаус має епізодичну появу. Її бачать на кухні свого дому та Санта-Клауса, готуючи коробку для обіду та термос для свого чоловіка, щоб взяти їх на роботу.
- У фільмі 2002 року «Санта Клаус 2» розповідається про персонажа Тіма Аллена, який змушений одружитися, щоб продовжити свою роль Санти. «Місіс Клаус» підтверджує, чому кожен Санта мав місіс Клаус, тому що це частина Санта-Клауса. Зрештою він знаходить щире кохання в Керол Ньюман (Елізабет Мітчелл), директорці школи його сина Чарлі, і в Санта Клаус 3: Застереження про втечу вона має справу з місіс Клаус, вона народжує дитину та розлучається з родиною.
- Зіграла Міранда Річардсон у фільмі 2007 року «Фред Клаус» (2007) з Вінсом Воном і Полом Джаматті в головних ролях. Її звати Аннет.
- У Секретна служба Санта-Клауса, пані Клаус звуть Маргарет, вона є дружиною Малькольма (нинішнього Санти) і матір'ю головного героя Артура та його старшого брата Стіва. Вона зображена набагато ефективнішою за свого чоловіка. Її озвучує Імельда Стонтон.
- Пані Клаус (роль якого грає Голді Гоун) з'являється у фільмі Netflix «Різдвяні хроніки» 2018 року (в кінці) та його продовженні «Різдвяні хроніки 2» як один із другорядних персонажів. У сіквелі вона зображена як біла відьма, що практикує народну магію.
- Пані Клаус грає Маріанна Жан-Батист у фільмі Мела Гібсона «Полювання на Санту» 2020 року, а її ім'я — Рут.
- Пані Клаус, якого зіграла Моніка Кшивковська у фільмі Netflix 2021 року «Давид та ельфи», є одним із головних героїв. Вона підтримує Санту і приєднується до нього в подорож до реального світу, щоб врятувати одного з ельфів на ім'я Альберт, який втік з Північного полюса. Пані. Клаус — модна жінка і також хоче, щоб її чоловік вів здоровий спосіб життя. Кажуть, що вони з Сантою прожили понад дві тисячі років.

### Телебачення
Пані. Клаус з'являється в кількох святкових акціях Rankin/Bass. У «Червононосий північний олень Рудольф» (1964) видно, як вона докучає своєму чоловікові, щоб той не став «худим Сантою». У фільмі «Санта-Клаус іде до міста» (1970) вона представлена як вчителька на ім'я Джессіка, яка вперше зустрічає Кріса Крінгла, будучи юнаком, який намагається доставити іграшки в місто, яким править деспот. Вона допомагає йому і, таким чином, сама стає розшукуваною втікачкою разом із Крінглом та його спільниками. У світлі цієї жертви Джессіка і Санта незабаром закохуються одне в одного й одружуються в сусідньому лісі. У фільмі «Рік без Санта-Клауса» (1974, озвучена Ширлі Бут) і рімейку (2006, роль якого зіграла Дельта Берк) вона зіграла визначну роль, показуючи пригніченому Санті, що у світі ще залишився дух Різдва. Пані Клаус також з'являвся в кількох інших спеціальних випусках Ренкіна/Басса, зокрема «Різдво Рудольфа та Фрості в липні» (1979).
Беа Артур зіграла місіс Клаус у серії рекламних роликів для канадської мережі аптек Shoppers Drug Mart, що є частиною семирічної роботи Артура як прес-секретаря компанії між 1984 і 1991 роками.
Анджела Ленсбері зіграла головну героїню телевізійного мюзиклу 1996 року «Місіс Санта-Клаус», музика та слова Джеррі Германа. У фільмі вона застрягла в 1910 році в Нью-Йорку під виглядом місіс Північ, де виступає за виборче право жінок і проводить страйки за реформування дитячої праці у виробництві іграшок. Потім Анна Клаус приєднується до Санти на вдосконаленому маршруті навколо світу.
Епізод 2005 року «Біллі та Менді рятують Різдво» у дуже нетиповій зовнішності зображує місіс Клаус у ролі Ненсі, могутнього вампіра, який перетворює Санту на нежить. Ще одна незвичайна поява того ж року — пародійний ескіз Dragon Ball Z у різдвяному випуску Robot Chicken Special, де місіс Клаус отримує сили від випромінювання Північного полюса і стає гігантським монстром.
У «Різдві Чарлі Брауна» сестра Чарлі Брауна Саллі пише Санті і запитує: «Як твоя дружина?» Пізніше, у «Знову Різдво, Чарлі Браун», вона сама пише дружину Санти, і, коли Чарлі Браун зауважує, що деякі люди називають її «Мері Крістмас», Саллі вітає її з тим, що вона вирішила залишити своє прізвище. У «Різдвяних казках Чарлі Брауна» Саллі пише Санта-Клаус як «Саманта Клаус», думаючи, що це її ім'я.
Пані Клаус з'являється в «Різдві бурундука», де після того, як він віддає свою стару гармошку хворому хлопчику, вона купує Елвіну губну гармошку. Її особа не розкривається до кінця, коли Санта повертається додому, і вона вітає його.
Boost Mobile викликав певну суперечку завдяки рекламі, у якій зображена місіс Клаус в ліжку зі сніговиком. Одну версію ненадовго транслювали по нічному телебаченню, а дві альтернативні версії опублікували в Інтернеті. Ad Age прокоментував цей ролик, зокрема: «Ця остання реклама від Boost Mobile та агентства 180, Лос-Анджелес, містить місіс Клаус робить щось дуже, дуже погане». Коментатор Fox News Білл О'Райлі, CNN і низка місцевих телеканалів прокоментували рекламу.
Вона з'являється як персонаж у Duncanville, де однойменний персонаж Дункан Гарріс закоханий у неї та називає її своїм ім'ям «Мері». Це викликає заздрість Санти (якого вона називає «Кріс») і кидається на Дункана з дробовиком.

### Різдвяна кампанія Marks & Spencer 2016
У 2016 році британська компанія одягу та продуктів харчування Marks & Spencer запустила комплексну маркетингову кампанію, зосереджену на сучасній інтерпретації місіс Клаус. Кампанія включала трихвилинну рекламу, випущену 11 листопада 2016 року, в якій місіс Клаус отримує листа від семирічної дитини з проханням допомогти з подарунком для його старшої сестри, з якою у хлопчика складні стосунки.
В рекламі зображена місіс Клаус як більш сучасний, ніж попередні приклади, з нею катається на снігоході та літає на гелікоптері, а Санта розвозить подарунки на традиційних санях. Наприкінці реклами вона каже Санті: «Ну, було б не весело, якби ти знав усі мої секрети», маючи на увазі, що у неї є таємне життя, яка допомагає з доставкою різдвяних подарунків. Бренд також створив кампанію в соціальних мережах, у якій місіс Клаус відповідає на запити та запитання представників громадськості.
Реклама була позитивно сприйнята покупцями та пресою, і багато людей хвалили бренд за феміністичний підхід до традиційного характеру.
Рекламу зняв лауреат премії «Оскар» Том Хупер, а місіс Клаус зіграла британська актриса Джанет МакТір. Музику створила Рейчел Портман. Оголошення було створено для Marks & Spencer рекламним агентством Rainey Kelly Campbell Roalfe, лондонським підрозділом Young & Rubican.

### Музика
Нат Кінг Коул випустив «Mrs. Santa Claus», у супроводі оркестру Нельсона Реддла, як зворотний бік його синглу 1953 року «The Little Boy That Santa Claus Forgot».
На відміну від свого стереотипного зображення, місіс Клаус у пісні «Surabaya-Santa» з мюзиклу «Songs for a New World» Джейсона Роберта Брауна та в пісні Oszkars «Mrs. Claus has a Headache Again».
У 1971 році комедійний дует Чіч і Чонг випустив фільм «Santa Claus and His Old Lady», де Чіч намагався пояснити (по-своєму) походження Санти і місіс Клаус до свого друга Чонга, який завжди вбивався камінням.
Джордж Джонс і Теммі Вінетт випустили сингл 1987 року «Mr. and Mrs. Santa Claus», пісня про кохання з Джонсом і Вінетт, які зображують двох персонажів.
Боб Ріверс записав «Me and Mrs. Claus», пародія на соул-пісню «Me and Mrs. Джонс», для його альбому White Trash Christmas 2002 року.
Боб Річчі записав «Mrs. Claus», пародія на поп-хіт «Stacy's Mom» для його запису Not a Christmas Album 2005 року.
Роберт Лопес і Крістен Андерсон-Лопес написали пісню «A Hand for Mrs. Claus» як дует Ідіни Менцель та Аріани Гранде для альбому Christmas: A Season of Love 2019 року.

### Відео ігри
- У доповненні Saints Row IV «Як святі врятували Різдво» місіс. З'являється Клаус разом зі своїм чоловіком. Виявляється, що її ім'я Джанін. Хоча вона здебільшого мила, турботлива та віддана дружина Санти, вона також міцна, здатний боєць («закриває зали», як каже Санта), і на відміну від свого чоловіка швидко розкриває правду про природу «Північного полюсу», зміни стандартів того, що вважається неслухняним, що трапилося одного разу, коли Санта дозволив комусь іншому керувати санями з його оленями, серед іншого. Її особистість і ставлення заслуговують місіс. Клаус певна повага від Святого Боса.
- У The Simpsons Tapped Out під час різдвяної події 2017 року «Вторгнення перед Різдвом» Кодос перевдягається як місіс. Клаус. У спробі заволодіти Різдвом після того, як їх не брали на Хеллоуїн, дует Рігелліан, Кан і Кодос, викрадають особу Санти та його дружини. Як фінальний приз першої дії події, скін «Місіс Кодос Клаус», можна відкрити, зібравши 17 700 рігелліанських батарей. Костюм зображує місіс Клаус у червоному вбранні з короткими рукавами в окулярах, трохи нерівною помадою та білій шапочці. Після розблокування скіна активується лінія квестів «Claus-Et Homemaker», у якій Місіс Кодос Клаус намагається видати себе за місіс. Клауса, виконуючи речі в стилі домогосподарки, наприклад, випікаючи печиво та прибираючи будинок. Не маючи досвіду в жодній із цих областей, вона неминуче зазнає невдач і здається, повертаючись до денного вживання алкоголю. До кінця лінії квестів вона наймає служницю, Шону, щоб прибрати будинок. Повністю висунувши ліниву сучасну домогосподарку, місіс. Зрештою Кодос Клаус вбиває Шону та використовує її череп як святкову прикрасу.
- У Temple Run 2, як зображений ігровий персонаж, який був створений під час святкування Різдва.